# هوسکوارنا
هوسکوارنا (به سوئدی: Huskvarna) نام بخش شرقی شهر یونشوپینگ سوئد است. این شهر در استان یونشوپینگ واقع شده‌است.
هسکوارنا ۲۱٬۵۰۰ نفر جمعیت دارد.
میان سال‌های ۱۹۱۱ و ۱۹۷۰ هسکوارنا شهری مجزا به‌شمار می‌آمد و شهرداری خود را داشت اما به مرور در دهه ۱۹۵۰ رشد کرده و با شهر یونشوپینگ پیوستگی پیدا کرد. در سال ۱۹۷۱ و با اصلاحات تقسیمات کشوری دولت اداره هسکوارنا نیز به شهرداری یونشوپینگ محول شد.

## پیشینه
در سال ۱۶۸۰ یک کارخانه تفنگ‌سازی سلطنتی در هوسکوارنا تأسیس شد که تا ۱۷۵۷ پابرجا بود اما در آن سال این شرکت به بخش خصوصی فروخته شد. این کارخانه به تحویل تفنگ به ارتش‌های سوئد و نروژ ادامه داد (برای نمونه در سال ۱۸۷۰ در حدود ۱۰ هزار تفنگ در این محل ساخته شد). این کارخانه اما بعدها تولیدات خود را تغییر داده و به ساخت چرخ خیاطی و دوچرخه روی آورد. امروزه این شرکت تحت نام گروه هسکوارنا در سطح بین‌المللی به خاطر تولد موتورسیکلت معروف است.